# Ceratina chinensis
Ceratina chinensis là một loài Hymenoptera trong họ Apidae. Loài này được Wu mô tả khoa học năm 1963.